# Abzählen (Roman)
Abzählen ist ein Debütroman von Tamta Melaschwili, der im Jahr 2010 in georgischer Sprache erschien und 2012 vom Unionsverlag ins Deutsche übersetzt und veröffentlicht wurde.

## Inhalt
Der Roman thematisiert die Auswirkungen von Krieg und das Erwachsenwerden und wird teilweise auch als Coming-of-Age-Roman gelesen. Im Mittelpunkt steht eine jugendliche Protagonistin, aus deren Perspektive die Geschichte erzählt wird. Die Handlung ist in einer nicht näher benannten Konfliktregion angesiedelt, wobei sowohl der geografische als auch der zeitliche Kontext bewusst unscharf bleiben. Obwohl die Autorin Tamta Melaschwili angibt, durch den Kaukasuskrieg im August 2008 zum Schreiben angeregt worden zu sein, verweist der Text weder direkt auf diesen Krieg, noch greift er spezifische sprachliche oder kulturelle Merkmale der betroffenen Region auf.
Im Mittelpunkt stehen zwei Mädchen, die sich in einem abgeschlossenen, vom Krieg geprägten Umfeld bewegen, in dem Alltag, Gewalt und Überlebenskampf untrennbar miteinander verbunden sind. Die Erzählweise konzentriert sich auf individuelle Erfahrungen und verzichtet auf eine detaillierte Verortung in Zeit und Raum. Die kindlich-naive Sichtweise steht im Kontrast zu den erlebten Grausamkeiten und erweitert das Genre der Kriegsliteratur um eine genderspezifische Dimension. Abzählen hinterfragt damit gängige Kriegsnarrative und rückt weibliche Erfahrungen in den Fokus.
Der Titel bezieht sich auf ein kindliches Abzählritual, das normalerweise dazu dient, Spielregeln oder die Reihenfolge der Spieler festzulegen. Für die Hauptfigur Zknapi wird das Abzählen zu einem wiederkehrenden Element in besonders belastenden Situationen.

### Handlung
Der Roman folgt den beiden Hauptfiguren Zknapi und Ninzo, die sich in einer Konfliktzone, einem isolierten Raum mit laufendem Krieg, befinden. Neben dem Kriegsgeschehen rückt die Erzählung insbesondere die Perspektive der beiden heranwachsenden Mädchen in den Vordergrund. Dadurch erhält der Text eine Dimension, die in traditionellen Kriegsnarrativen selten zu finden ist.
Im Zentrum steht der Versuch der beiden Protagonistinnen, ihren Alltag zu bewältigen und für sich und ihre Angehörigen zu sorgen. Dabei übernehmen sie Aufgaben, die normalerweise Erwachsenen vorbehalten sind. Sie besorgen Lebensmittel für Zknapis kleinen Bruder, sammeln Heilpflanzen für Ninzos kranke Großmutter oder probieren Kleidungsstücke an, die sie im verlassenen Haus einer verschwundenen Familie gefunden haben. Auch gefährlichere Tätigkeiten wie der Schmuggel von Medikamenten oder Drogen kommen vor. Im Roman wird diese Praxis als von Männern organisiert, aber durch den Einsatz weiblicher Körper ermöglicht, dargestellt.
Ein zentrales Thema ist der Rollentausch zwischen Jugendlichen und ihren älteren Bezugspersonen. Aufgrund der Abwesenheit oder Überforderung der Erwachsenen sehen sich Ninzo und Zknapi gezwungen, Verantwortung zu übernehmen. In der Wahrnehmung der Mädchen bedeutet dies, nicht mehr Kind zu sein, sondern als „erwachsene Frauen“ zu handeln. Diese Entwicklung manifestiert sich auch körperlich unterschiedlich: Während Ninzo bereits als pubertierende, sexuell reife Figur beschrieben wird, bleibt Zknapi körperlich kindlich und erlebt im Verlauf der Handlung ihre erste Menstruation. Diese Unterschiede beeinflussen ihre Freundschaft, die einerseits durch gemeinsame traumatische Erfahrungen geprägt ist, andererseits aber auch durch individuelle Entwicklungen belastet wird.
Neben der Geschichte der beiden Mädchen wirft der Roman auch ein Licht auf das Schicksal weiterer weiblicher Figuren in der Konfliktregion. Dazu gehören beispielsweise Zknapis Mutter, die versucht, ihr neugeborenes Kind am Leben zu erhalten, und eine schwangere Frau, die den Alltag unter Kriegsbedingungen bewältigen muss. Symbolträchtig ist die Szene, in der Frauen die Kleidung verstorbener männlicher Angehöriger verbrennen – ein Akt der Trauer.

### Figuren
- Zknapi (Ketewan) – Die Ich-Erzählerin und Protagonistin des Romans. Sie ist 13 Jahre alt und wird durchgehend mit ihrem Spitznamen „Zknapi“ angesprochen. Dieser bedeutet so viel wie „die Kleine“ auf Georgisch und spielt auf ihre zierliche Statur an.
- Ninzo - Zknapis gleichaltrige beste Freundin und zweite zentrale Figur des Romans.
- Mutter - Die Mutter von Zknapi. Sie taucht mehrfach im Roman auf, bleibt aber namenlos.
- Wano - Zknapis jüngerer Bruder. Seine Versorgung gehört zu den zentralen Aufgaben, die Zknapi und Ninzo im Alltag übernehmen. Im dramatischen Finale des Romans nimmt seine Figur eine zentrale Rolle ein.

## Form
Der Roman ist fragmentarisch aufgebaut und folgt keiner linearen Erzählstruktur. Die Handlung erstreckt sich über drei Tage, einen Mittwoch, einen Donnerstag und einen Freitag, die jedoch nicht chronologisch, sondern in teils verzerrter Abfolge wiedergegeben werden. Die einzelnen Abschnitte erinnern in ihrer Form an Tagebucheinträge. Sie sind kurz, verdichtet und aus der Ich-Perspektive der jugendlichen Erzählerin Zknapi verfasst. Dabei werden Ereignisse teils vorweggenommen, sodass sich innerhalb der Erzählung Spoilereffekte ergeben.
Am Ende des Romans erfolgt ein Bruch: Es kommt zu einem zeitlichen Sprung und die Erzählperspektive wechselt. Der letzte Abschnitt spielt in einer umbenannten „Grenzzone“ und wird nicht mehr von Zknapi erzählt.

## Rezeption
Abzählen wurde 2011 mit dem georgischen Literaturpreis Saba in der Kategorie „Bestes literarisches Debüt“ ausgezeichnet. 2013 erhielt die deutschsprachige Übersetzung des Romans den Deutschen Jugendliteraturpreis in der Kategorie „das beste Jugendbuch“.

## Deutschsprachige Hörspielbearbeitung
Im Jahr 2013 entstand in einer Co-Produktion von NDR und ORF eine knapp 54-minütige Hörspielfassung von Elisabeth Putz, die auch die Regie übernahm. Die deutsche Erstsendung  fand am 17. November 2013 statt, die österreichische Ausstrahlung folgte am 22. April 2014.
Es sprachen u. a.: Gloria Endres de Oliveira (Zknapa), Jella Haase (Ninzo), Hannes Stelzer (Saur), Theresa Berlage (Mutter), Julia Kreusch (Tante Msia), Brigitte Janner (Tante Dodo) und Ingrid Stein (Tebro).
Auszeichnung in Deutschland: Hörspiel des Monats November 2013
Auf der entsprechenden Seite in der Ö1-Hörspieldatenbank ist zum Hörspiel folgendes zu lesen:

„Die österreichische Autorin und Regisseurin Elisabeth Putz hat "Abzählen" für den Rundfunk bearbeitet und als Hörspiel inszeniert. Entsprechend der literarischen Vorlage bildet sie nicht den Krieg ab, sondern schildert behutsam und ohne Pathos wie es ist, in einer "gottverlassenen Konfliktzone ein Teenie zu sein".“